# Ramillies (Belgio)
Ramillies (in vallone Ramiêye) è un comune belga di 5 856 abitanti, situato nella provincia vallona del Brabante Vallone.
Nel 1706 fu la scena della battaglia di Ramillies, combattuta nel corso della Guerra di successione spagnola tra l'esercito anglo-imperial-olandese e quello franco-bavarese.